# Saint-Thélo

Saint-Thélo este o comună în departamentul  Côtes-d'Armor, Franța. În 1 ianuarie 2022 avea o populație de 377 de locuitori.